# مقابل (وادي الدواسر)
مقابل، هي قرية من فئة (ب) تقع في محافظة وادي الدواسر، والتابعة لمنطقة الرياض في السعودية. وتبعد مقابل عن محافظة وادي الدواسر بمسافة تقارب (١٠) كم. يوجد بها مركز أمارة تابع لمحافظة وادي الدواسر   وهي من اقدم القرئ في المحافظة وتشتهر بزراعة النخيل والمحاصيل الزراعية 